# LinkedIn
LinkedIn er et erhvervsorienteret socialt netværkssite, der blev grundlagt i 2002 og officielt lanceret den 5. maj 2003. Hovedformålet med netværket var at give brugerne mulighed for at lave en CV-agtig præsentation af uddannelse, erhvervserfaring og kontaktinformation samtidigt med, at man opbygger et netværk af kontakter og anbefalinger. På samme måde får virksomheder mulighed for at samle kontakter og lede blandt kvalificerede brugere. LinkedIn er siden blevet udbygget, så brugerne også har mulighed for at skrive artikler på sitet.
LinkedIn ejes af Microsoft.

## Historie og størrelse
I september 2009 havde LinkedIn over 47 mio. registrerede brugere, hvoraf halvdelen er bosiddende udenfor USA. Tilslutningen er efterfølgende tiltaget yderligere, og den 18. april 2014 rundede LinkedIn et samlet antal på 300 mio. registrerede brugere.
Ifølge Danmarks Statistik anvender 15 % af danskerne (ca. 700.000) karriereorienterede sociale medier som f.eks. LinkedIn.